# Nozomi Nakazato
Nozomi Nakazato (中里望) est une seiyū japonaise née le 8 janvier 1988 à Los Angeles.

## Biographie

### Jeunesse et formation
Nozomi Nakazato est née à Los Angeles. Elle est titulaire du TOEIC.

## Doublage

### Cinéma
- 2015 : Girls und Panzer der Film : Ayumi Yamagou ;
- 2017 : Girls und Panzer das Finale : Ayumi Yamagou; Isabe[3];

### OVA
- 2014 : Girls und Panzer: Kore ga Hontou no Anzio-sen desu! : Ayumi Yamagou ;

### Télévision
- 2012 : Girls und Panzer : Ayumi Yamagou ;
- 2017 : Mahōjin Guru Guru : étrangère ;

Source : MyAnimeList.net